# James S. Brady Press Briefing Room

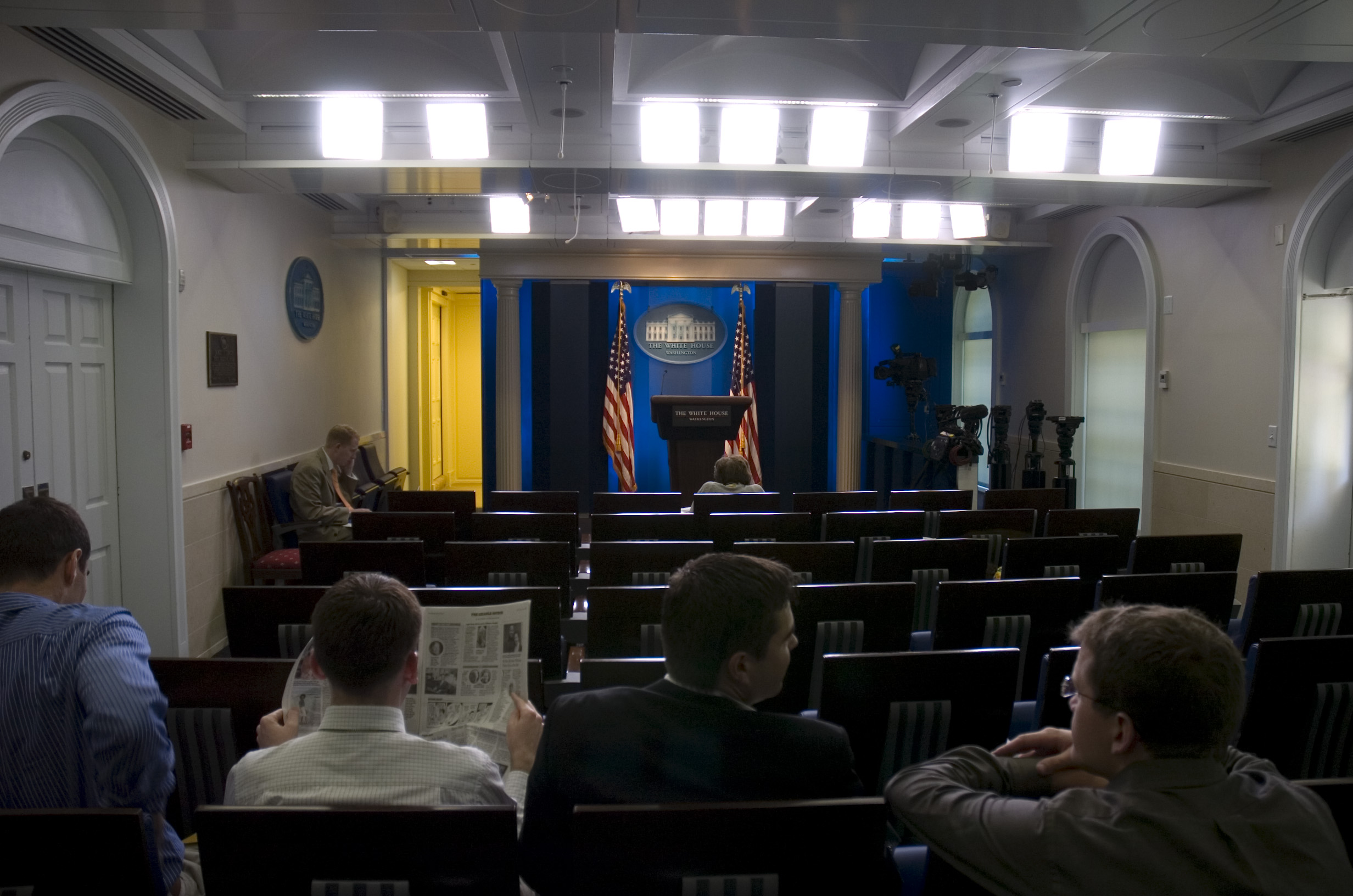

Der James S. Brady Press Briefing Room ist ein für Medienvertreter bereitgestellter Raum im Weißen Haus, wo üblicherweise der Pressesprecher des Weißen Hauses Pressekonferenzen abhält oder der US-Präsident oder dessen Vizepräsident Ansprachen an die Öffentlichkeit abhält. Er befindet sich an der Nordseite des West Wing.